# パク・ヒョンソン (格闘家)
パク・ヒョンソン（Park Hyonsong、1995年11月4日 - ）は、韓国の男性総合格闘家。京畿道出身。MMAストーリー所属。パク・ヒュンソン、パク・ヒャンソンとも表記される。

## 来歴
キャリアの歩み
アマチュア時代〜プロ転向（Krush参戦など）
	•	18歳のとき、キックボクシング団体 Krush に参戦し、当時のKrush王者・卜部弘嵩と判定まで持ち込み試合経験を積む（敗退） ￼
	•	その後 MMA に転向し、Double G FC など韓国国内の regional promotion で活躍。フライ級王者の座を獲得し、全勝での勝ち上がりを続けた ￼
ROAD to UFC（フライ級トーナメント制覇）
	•	2022年6月：Road to UFC シーズン1・ベスト8進出
	•	2022年10月：同・ベスト4進出
	•	準決勝ではトップノイ・キウラム（RIZIN フライ級ファイター）に対し序盤にダウンを奪われるも逆転し、バックからリアネイキッドチョークで一本勝ち。決勝でも同様のパターンで逆転し、トーナメントを制してUFCとの契約を獲得。韓国人初の UFC フライ級ファイターとなった ￼ ￼ ￼
UFCでの活動
	•	2023年12月9日：UFCデビュー戦で シャノン・ロス を KO（左ボディアッパーなど）で下し、パフォーマンス・ボーナスを受賞 ￼
	•	2025年2月4日：チェ・スンギク をリアネイキッドチョークで3R一本勝ち（UFC Fight Night: Lewis vs. Spivak） ￼
	•	2023年12月9日のロス戦と2023〜25年の3連勝後
	•	2025年5月17日：カルロス・エルナンデス にリアネイキッドチョークで第1ラウンド R1:2:26 に一本勝ち（UFC Fight Night: Burns vs. Morales） ￼
	•	直近の試合：2025年8月2日 UFC Vegas 71 にて、#6 ランクの 平良達郎 とメインイベントで対戦予定（※代役出場）。
傷病・欠場の経緯
	•	2024年6月：UFC 302 に出場予定だったが靭帯断裂により欠場
	•	2025年2月：UFC 312 にも出場予定だったが対戦相手の不参加により欠場となった

## 戦績

### プロ総合格闘技
| 総合格闘技 戦績 | 総合格闘技 戦績 | 総合格闘技 戦績 | 総合格闘技 戦績 | 総合格闘技 戦績 | 総合格闘技 戦績 | 総合格闘技 戦績 |
| --------------- | --------------- | --------------- | --------------- | --------------- | --------------- | --------------- |
| 11 試合         | (T)KO           | 一本            | 判定            | その他          | 引き分け        | 無効試合        |
| 10 勝           | 4               | 5               | 1               | 0               | 0               | 0               |
| 1 敗            | 0               | 1               | 0               | 0               | 0               | 0               |

| 勝敗 | 対戦相手               | 試合結果                        | 大会名                                                  | 開催年月日     |
|      | ブルーノ・シウバ       |                                 | UFC Fight Night: de Ridder vs. Hernandez                | 2025年10月18日 |
| ×    | 平良達郎               | 2R 1:06 ネッククランク          | UFC Fight Night: Taira vs. Hyonsong                     | 2025年8月3日   |
| ○    | カルロス・ヘルナンデス | 1R 2:26 リアネイキドチョーク    | UFC Fight Night: Burns vs. Morales                      | 2025年5月17日  |
| ○    | シャノン・ロス         | 2R 3:59 TKO（パウンド）         | UFC Fight Night: Song vs. Gutiérrez                     | 2023年12月9日  |
| ○    | チェ・スングク         | 3R 3:11 リアネイキドチョーク    | UFC Fight Night: Lewis vs. Spivak                       | 2023年2月4日   |
| ○    | トップノイ・キウラム   | 1R 3:05 リアネイキドチョーク    | Road to UFC: Abu Dhabi 【フライ級トーナメント準決勝】   | 2022年10月23日 |
| ○    | ジェレミア・シレガー   | 1R 3:59 TKO（パンチ）           | Road to UFC: Abu Dhabi 【フライ級トーナメント準々決勝】 | 2022年6月10日  |
| ○    | キム・ジュファン       | 2R 3:40 KO（右膝蹴り）          | Double G FC 11                                          | 2021年12月30日 |
| ○    | キム・セヒョン         | 1R 4:01 リアネイキドチョーク    | Double G FC 6                                           | 2021年3月19日  |
| ○    | ドン・ヒョンソ         | 1R 2:09 KO（左フック→右膝蹴り） | Double G FC 5                                           | 2020年11月28日 |
| ○    | 秋山翼                 | 2R 0:40 リアネイキドチョーク    | Double G FC 2                                           | 2019年3月30日  |
| ○    | ミン・スクォン         | 5分2R終了 判定3-0               | Double G FC 1                                           | 2018年11月28日 |

## 表彰
- UFC パフォーマンス・オブ・ザ・ナイト